# Texas (bridge)
Pour les articles homonymes, voir Texas (homonymie).
Dans le système d'enchère français du jeu de bridge, la convention Texas (appelée transfert Jacoby dans le système d'enchère américain SAYC) est utilisée pour transférer la conduite d'un contrat au partenaire, généralement pour éviter d'étaler la main forte (sur ouverture à Sans-Atout). Ce système a été inventé par le suédois Jan Wohlin et popularisé par les joueurs texans dont Oswald Jacoby.
Elle consiste, après une ouverture à SA ou équivalente, à nommer la couleur immédiatement en dessous de celle que l'on souhaite voir nommée par le partenaire. Le Texas peut être joué même avec 0 points H.

## Modalités du transfert
Par exemple, muni de 5 cartes à ♠ en face de l'ouverture d'1SA, on produira l'enchère de 2♥. Le partenaire répondra par 2 ou 3 ♠. Ainsi, le contrat à ♠ sera joué par l'ouvreur, détenteur d'une main forte, qui recevra l'entame.

### Après une ouverture de 1SA
- Avec 5 cartes à ♠, on dit 2♥
- Avec 5 cartes à ♥, on dit 2♦
- Avec 6 cartes à ♦, on dit 3♣ (3 car le 2♣ est utilisé pour la convention Stayman)
- Avec 6 cartes à ♣, on dit 2♠ (et non 2SA, qui est une enchère naturelle annonçant un jeu régulier de 8 points, proposition de manche[2]. 
Les Texas annonçant les ♣ ou les ♦ sont rares puisqu'il faut en général 6 cartes et que les enchères montent immédiatement au niveau de 3. Si on a seulement 5 cartes à une mineure, on ne pratique le Texas que si :
  - soit on a un singleton,
  - soit on a un bicolore mineur très fort.
- Avec 8-9HL et 5 cartes dans la mineure, le répondant privilégie l'annonce de 2SA car il y a un espoir de manche à 3SA et aucun espoir de manche à la mineure.
- Lorsque l'ouvreur a au moins 4 cartes dans la couleur du répondant et un jeu maximum, il peut faire un saut dans la couleur du répondant.

### Après une ouverture de 2SA ou équivalente[3]
La rectification du Texas est fittée, c'est-à-dire qu'elle ne se fait que si l'ouvreur a la certitude que son camp a au moins 8 cartes dans la couleur. Sinon, il annonce SA au palier minimum.
Exemple :
| 2♣                                                          | 2♦[h 1] |
| 2SA[h 2]                                                    | 3♦[h 3] |
| ?                                                           |         |
| 1. ↑ Réponse obligée 2. ↑ Jeu régulier, 22-23H 3. ↑ Texas ♥ |         |L'ouvreur a montré un jeu régulier de 22-23H, d'une force supérieure à l'ouverture de 2SA. Le répondant a fait un Texas qui montre 5 cartes à ♥. La situation est la même qu'après l'ouverture de 2SA:
- l'ouvreur rectifie à 3♥ s'il a au moins 3 cartes (fitté)
- et annonce 3SA s'il n'a que 2 cartes
On peut également jouer le transfert Texas après un Stayman ; on parle alors de Texas après Stayman.

## Attitude du répondant après rectification à une couleur majeure
Après une rectification directe et sans saut, le répondant :
- Passe avec 0-8HL
- annonce les SA quantitatifs et non forcing s'il a 9+HL, ce qui permet éventuellement à l'ouvreur de rectifier une nouvelle fois dans la couleur du répondant en cas de fit majeur avéré
- répète sa majeure si elle est 6ème, ou fait un splinter si elle est 6ème et s'il a un singleton ou une chicane
- peut annoncer une mineure annexe d'au moins 4 cartes si espoir de chelem

Exemples :
| 1SA | 2♥    |
| 2♠  | Passe |
| 1.  |       |

| 1SA      | 2♦    |
| 2♥       | 3SA   |
| 4♥       | Passe |
| 1. 2. 3. |       |

| 1SA   | 2♥ |
| 2♠    | 4♠ |
| Passe |    |
| 1.    |    |

## Développements sur texas mineur: théorie du singleton
À la suite de l'ouverture de 1SA, le répondant peut se situer dans l'un des 4 cas suivants :
- Il a 6 cartes dans une mineure et un jeu par ailleurs régulier de 9 à 15 HL. Il conclut immédiatement à 3SA (avec 8HL, il aurait dit 2SA). Il ne convient pas de faire un texas dans ces cas, car la conclusion sera toujours à SA.
- Le répondant a un jeu faible (0 à 7 HL) et 6 cartes dans la mineure ; il fait le texas, et ensuite il passe après la rectification de l'ouvreur.
- Le répondant a un jeu de manche (9 à 15 HL), 6 cartes dans la mineure et un singleton ; il s'agit de rechercher si la meilleure manche est à 3SA ou bien à 5♣ ou 5♦. Le répondant fait un texas mineur, puis indique la couleur de son singleton, afin de laisser conclure l'ouvreur. Dans ce cas, on parle de théorie du singleton.
- Le répondant a un jeu puissant avec ≥5 cartes dans une mineure : là aussi il fait le texas mineur, et ensuite il peut poursuivre avec des annonces de recherche de chelem.

## Bicolores majeurs
Le texas permet d'exprimer un bicolore majeur 5-5 ainsi que sa force. Il y a en effet 3 situations cataloguées, selon la force du jeu du répondant:
| Sud | Nord |
| --- | ---- |
| 1SA | 2♦   |
| 2♥  | 2♠   |

| Sud | Nord |
| --- | ---- |
| 1SA | 4♦   |

| Sud | Nord |
| --- | ---- |
| 1SA | 2♥   |
| 2♠  | 3♥   |

## Bicolores mineurs
Dans le SEF, le texas permet aussi de décrire un bicolore mineur 5-5 :
| Sud | Nord |
| --- | ---- |
| 1SA | 2♠   |
| 3♣  | 3♦   |

 Bien que la zone de points du répondant soit moins précise que dans le bicolore majeur, cette situation est forcing.
1. ↑  Le journal de la Hire, novembre 2010.
2. ↑  On notera cependant que certains joueurs jouent le 2SA transfert ♦
3. ↑  Par enchère équivalente à 2SA, on entend l'ouverture de 2♣ ou de 2♦ suivie, après n'importe quelle réponse du partenaire, de l'annonce de 2SA par l'ouvreur
4. ↑  Le Système d'Enseignement Français, Fédération Française de Bridge, 2018,  (ISBN 978-2-919526-02-4)